# Martin Truex Jr.
Martin Lee Truex Jr. (Mayetta, 29 giugno 1980) è un pilota automobilistico statunitense che gareggia nei campionati Monster Energy NASCAR Cup Series e NASCAR Xfinity Series.

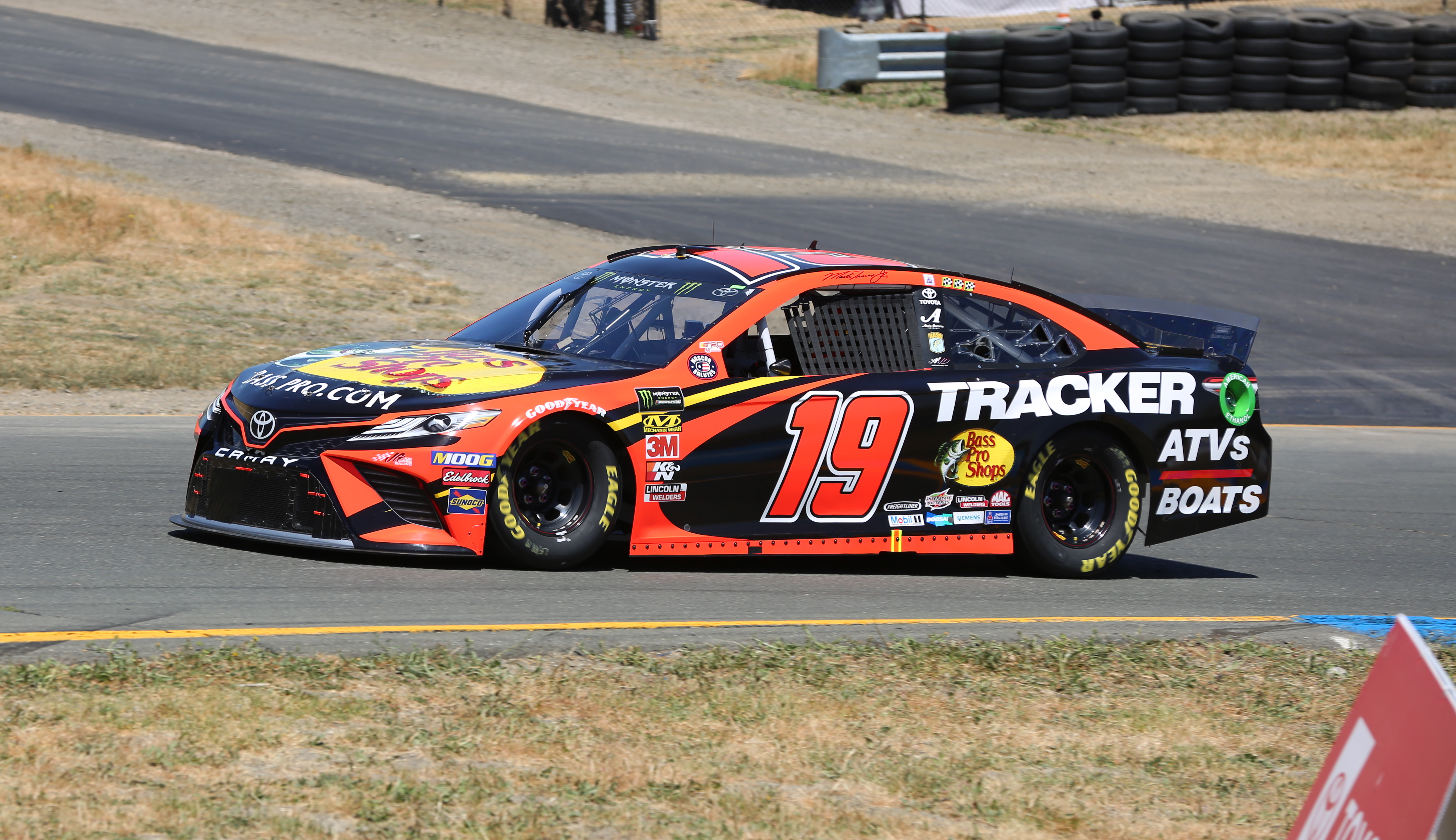
Martin Truex Jr. sul circuito di Sonoma nel 2019

Corre nella serie Monster Energy NASCAR Cup, guidando la Toyota Camry n. 19 per la scuderia Joe Gibbs Racing. È stato campione della Monster Energy NASCAR Cup Series 2017 e due volte campione NASCAR Xfinity Series nel 2004 e nel 2005. Nel 2019 ha vinto la sua seconda Coca-Cola 600. Suo fratello minore Ryan, corre nella divisione NASCAR K&N Pro Series East e successivamente corre nella Xfinity Series, mentre suo cugino Curtis ha corso per la JR Motorsports.

## Biografia
Figlio del pilota Martin Truex Sr., Martin Jr. ha iniziato la sua carriera agonistica guidando go-kart al New Egypt Speedway, situato nel New Jersey centrale quando era ancora una pista asfaltata (la pista è stata successivamente trasformata in terra battuta). Truex Jr. sarebbe passato alla divisione Modified al Wall Stadium nel 1998, non appena fosse stato abbastanza grande per correre con un'auto all'età di 18 anni (secondo i regolamenti del New Jersey).
Nel 2000, Truex si è trasferito a sud e ha affittato una casa da Dale Earnhardt Jr. a Mooresville, nella Carolina del Nord, acquistando infine la sua casa lì. Seguendo le orme di suo padre, ha iniziato a correre nella Busch North Series. Ha corso tre stagioni complete (dal 2000 al 2002) e ha effettuato partenze limitate nel 2003. Truex ha ottenuto 13 pole e 5 vittorie guidando la sua SeaWatch Chevy n. 56 di proprietà della famiglia.

## Risultati

### Daytona 500
| Anno | Team                     | Costruttore | Iniziato | Finito |
| ---- | ------------------------ | ----------- | -------- | ------ |
| 2005 | Dale Earnhardt, Inc.     | Chevrolet   | 10       | 34     |
| 2006 | Dale Earnhardt, Inc.     | Chevrolet   | 19       | 16     |
| 2007 | Dale Earnhardt, Inc.     | Chevrolet   | 13       | 29     |
| 2008 | Dale Earnhardt, Inc.     | Chevrolet   | 25       | 20     |
| 2009 | Earnhardt Ganassi Racing | Chevrolet   | 1        | 11     |
| 2010 | Michael Waltrip Racing   | Toyota      | 14       | 6      |
| 2011 | Michael Waltrip Racing   | Toyota      | 20       | 19     |
| 2012 | Michael Waltrip Racing   | Toyota      | 26       | 12     |
| 2013 | Michael Waltrip Racing   | Toyota      | 37       | 24     |
| 2014 | Furniture Row Racing     | Chevrolet   | 2        | 43     |
| 2015 | Furniture Row Racing     | Chevrolet   | 10       | 8      |
| 2016 | Furniture Row Racing     | Toyota      | 28       | 2      |
| 2017 | Furniture Row Racing     | Toyota      | 35       | 13     |
| 2018 | Furniture Row Racing     | Toyota      | 24       | 18     |
| 2019 | Joe Gibbs Racing         | Toyota      | 11       | 35     |
| 2020 | Joe Gibbs Racing         | Toyota      | 15       | 32     |
| 2021 | Joe Gibbs Racing         | Toyota      | 26       | 25     |
| 2022 | Joe Gibbs Racing         | Toyota      | 14       | 13     |
| 2023 | Joe Gibbs Racing         | Toyota      | 16       | 15     |